# Мохамед Язди
Мохамед Язди (на персийски: محمد یزدی) е ирански шиитски духовник, бивш главен съдия на Иран.
През 2015 г. е избран за ръководител на съвета на експертите, побеждавайки бившия президент Али Акбар Хашеми Рафсанджани, с 47 на 24 гласа.

## Биография
Язди е бивш член на съвета на експертите и за конституцията, както и главен съдия на Иран. През 2009 г. Абас Пализдар, част от съдебното разследване и комисията на иранския парламент, обвинява Язди за корупция и пране на пари.
В навечерието на изборите от февруари 2016 г., Язди се противопоставя на двустранните отношения със САЩ. На изборите, проведени през февруари 2016 г., Язди не е сред 16-те експерти, които получават достатъчно гласове, за да представляват Техеран в петото събрание на експертите.
Много западни медии посочват излизането на Язди от Съвета, като доказателство за ползите, които реформистите, правят по време на изборите през 2016 г.
 В реч той поздравява тези, които са избрани, като се застъпва за мирни, умерени отношения с другите страни, но продължава да предупреждава за справяне с усмихнатия враг и характеризира Америка като „Големият Сатана“. Два дни по-късно, агенция „Fars News“ съобщава, че Върховният лидер аятолах Али Хаменеи съжалява за загубата на Язди като председател на Съвета и предупреждава за опасността, че Западът може да повлияе или да проникне в Иран. След като Хаменеи става лидер на републиката, аятолах Язди служи като главен съдия. Той остава на този пост в продължение на 10 години.